# Who Killed the Electric Car?
Who Killed the Electric Car? és una pel·lícula documental realitzada l'any 2006 per Chris Paine que explora el naixement, comercialització limitada, i mort del cotxe elèctric als Estats Units, específicament el General Motors EV1 dels anys 1990.
La pel·lícula explora els rols dels fabricants d'automòbils, les empreses petrolieres, el govern dels Estats Units, les bateries, els vehicles d'hidrogen i els consumidors, en la limitació del desenvolupament i adopció d'aquesta tecnologia.
Va ser editada en DVD per al mercat de particulars per Sony Pictures Home Entertainment el 14 de novembre del 2006.